# Grande ritorno nel regno della fantasia
Grande ritorno nel Regno della Fantasia sono le avventure successive di Geronimo Stilton nel Regno della Fantasia.
Geronimo Stilton ritorna nel Regno della Fantasia per volere di Floridiana, Regina delle Fate. La fata, però, sembra molto diversa da come la ricordava il protagonista. Inoltre, l'intero regno è in subbuglio a causa dello strano comportamento gelido della sovrana. Tuttavia, Geronimo decide di accontentare l'amata regina per cui parte alla ricerca di sette preziosi oggetti, pur ignorando la ragione di tale ricerca. Il Cavaliere, durante questo viaggio, capirà che sta succedendo qualcosa di strano nel regno delle Fate: un'antica minaccia sta per tornare. Nel corso della sua avventura dovrà vedersela con maghe golose, pipistrelli parlanti, vampiri di sangue reale, il drago più grande che avesse mai visto e tre streghe che abitano nel folto di una foresta incantata .